# Sally Perel

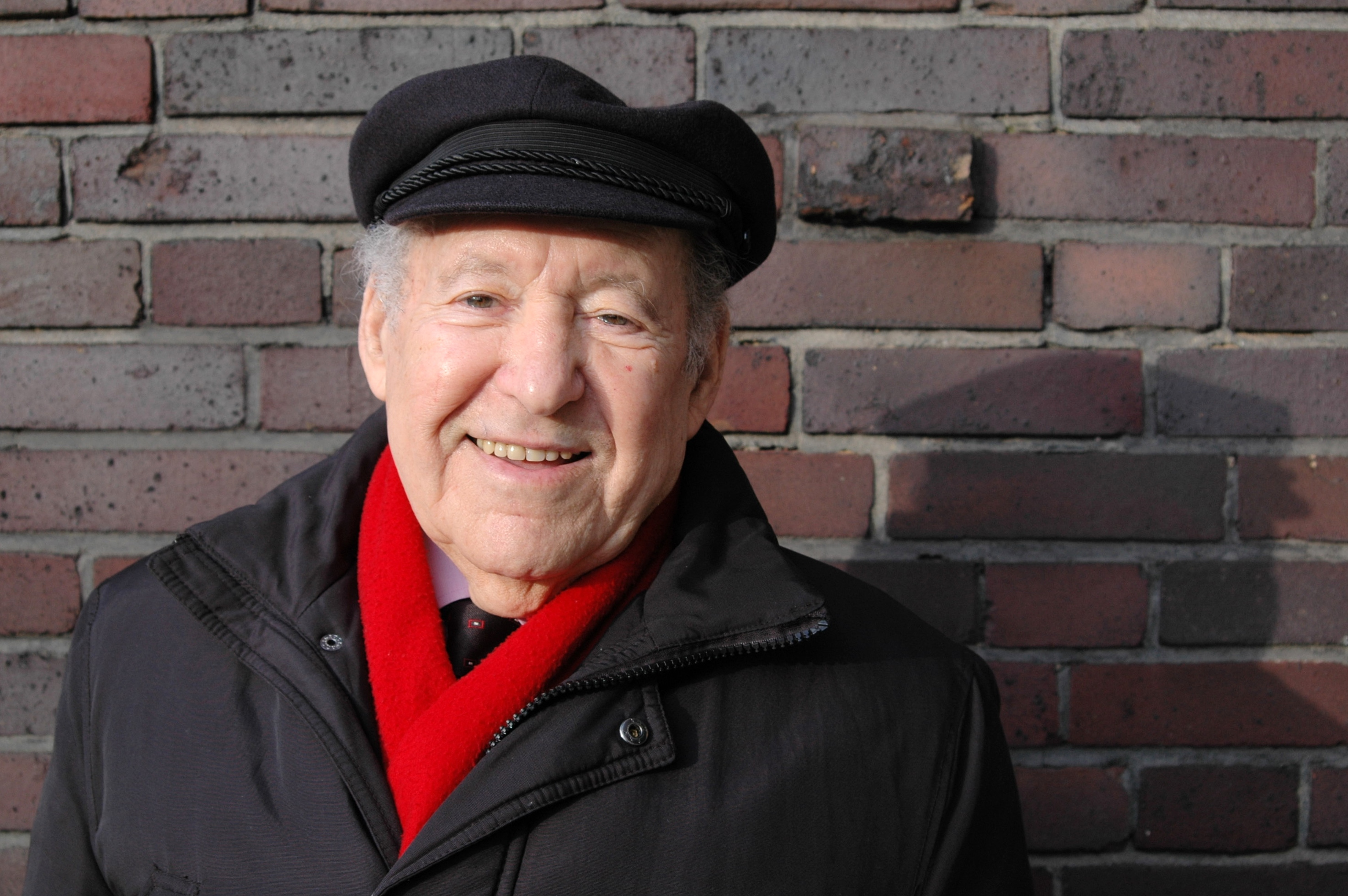
Sally Perel, 2016

Sally Perel (geboren 21. April 1925 in Peine; gestorben 2. Februar 2023 in Tel Aviv, Israel, eigentlich Salomon Perel, auch bekannt unter den Namen Shlomo Perel oder Solomon Perel, während der NS-Diktatur Josef Perjell) war ein israelischer Autor deutscher Herkunft. Als Mitglied der Hitlerjugend gelang es ihm, seine jüdische Identität zu verbergen und den Nationalsozialismus zu überleben. Seine Autobiografie Ich war Hitlerjunge Salomon wurde 1990 unter dem Titel Hitlerjunge Salomon verfilmt. Bis zu seinem Tod besuchte Perel Schulen, um über sein Leben zu berichten.

## Leben

### Leben während des Nationalsozialismus

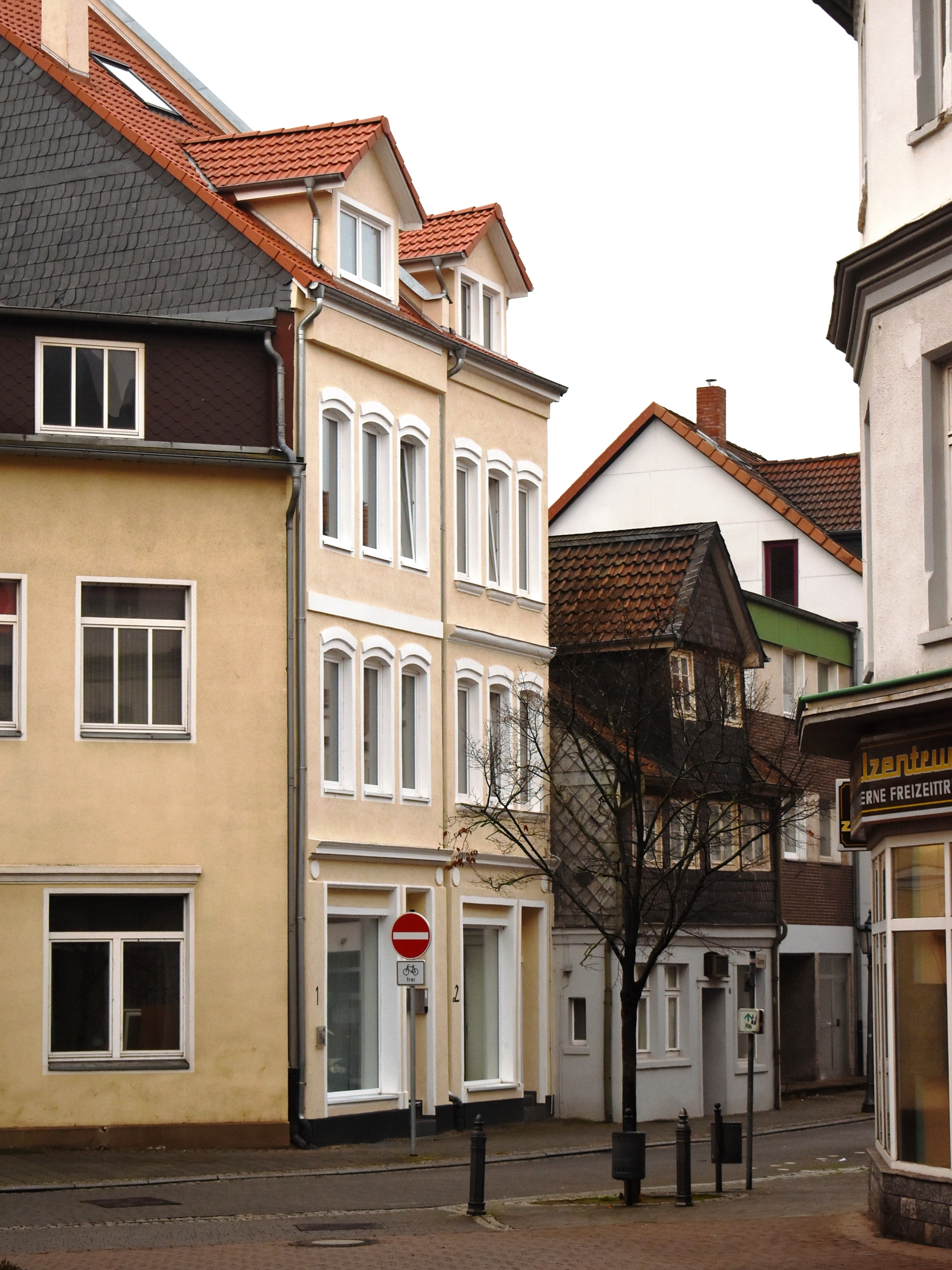
Geburtshaus von Sally Perel, Damm 1 in der Altstadt von Peine

Mit der Machtergreifung an die NSDAP verschärfte sich die Diskriminierung der Juden in Deutschland entscheidend. Nachdem ihr Schuhgeschäft in Peine von den Nationalsozialisten verwüstet worden war, zog die Familie Perel 1935 oder 1936 nach Łódź in Polen.
Nach dem deutschen Überfall auf Polen im Jahre 1939 und der darauffolgenden Aufteilung Polens zwischen dem Deutschen Reich und der Sowjetunion floh Sally Perel in den nun sowjetischen Teil Polens.
Bei der Trennung von seinen Eltern gab seine Mutter ihm die Worte mit auf den Weg:

„Du sollst leben!“

Er selbst interpretierte diese Worte als Befehl, sein Leben zu leben. Dieser Gedanke half ihm in der späteren Zeit, Entscheidungen zu treffen und zum Beispiel seine jüdische Herkunft zu verleugnen, etwa indem er einen anderen Namen (Josef) angab.
Während des Vernichtungskrieges gegen die Sowjetunion wurde Perel von der Wehrmacht gefangen genommen. Er konnte sich als Volksdeutscher ausgeben und seine jüdische Herkunft verschleiern. Er fungierte in der Folge als deutsch-russischer Übersetzer für die Wehrmacht, von Juli 1941 bis ca. Dezember 1941 in der Aufklärungs-Abteilung 2 der 12. Panzerdivision und anschließend in der Heeresverpflegungsstelle 722 in Reval. Er nannte sich Josef Perjell; sein Spitzname war Jupp.
Seine wirkliche Identität wurde von einem Kameraden an der Front entdeckt, der als Homosexueller Interesse an Sally Perel hatte. Als er erkannte, dass Perel Jude war, versicherte er ihm, ihn nicht zu verraten, und eine Freundschaft entwickelte sich. Nachdem er zwei Jahre bei der Wehrmacht war, wurde er zurück ins Deutsche Reich geholt. Hauptmann von Münchow wollte ihn adoptieren und sorgte dafür, dass Sally Perel bis kurz vor Kriegsende auf die Akademie für Jugendführung der Hitlerjugend in Braunschweig ging. Aufgrund der ständigen Präsenz des Nationalsozialismus an der Schule der Hitlerjugend (HJ) begann er nach eigenen Angaben, sich mit dieser Politik zu identifizieren. Später beschrieb er die Diktatur als Gift, das jeden Tag in die jungen Gehirne geträufelt worden sei. An der HJ-Schule identifizierte ihn ein Lehrer der Rassenkunde als Angehörigen der „arischen baltisch-östlichen Rasse“, nicht als Juden. Perel musste ständig seine Beschneidung verbergen und stets einen kühlen Kopf bewahren, um schnell auf unübliche Anfragen reagieren zu können und eine Entdeckung zu vermeiden. Ab 1943 absolvierte er eine Ausbildung zum Werkzeugmacher bei Volkswagen in Braunschweig.  Am Ende des Krieges wurde er nochmals Soldat im Volkssturm. Er wurde von der US-amerikanischen Armee gefangen genommen und kurze Zeit später entlassen.

### Leben nach dem Zweiten Weltkrieg

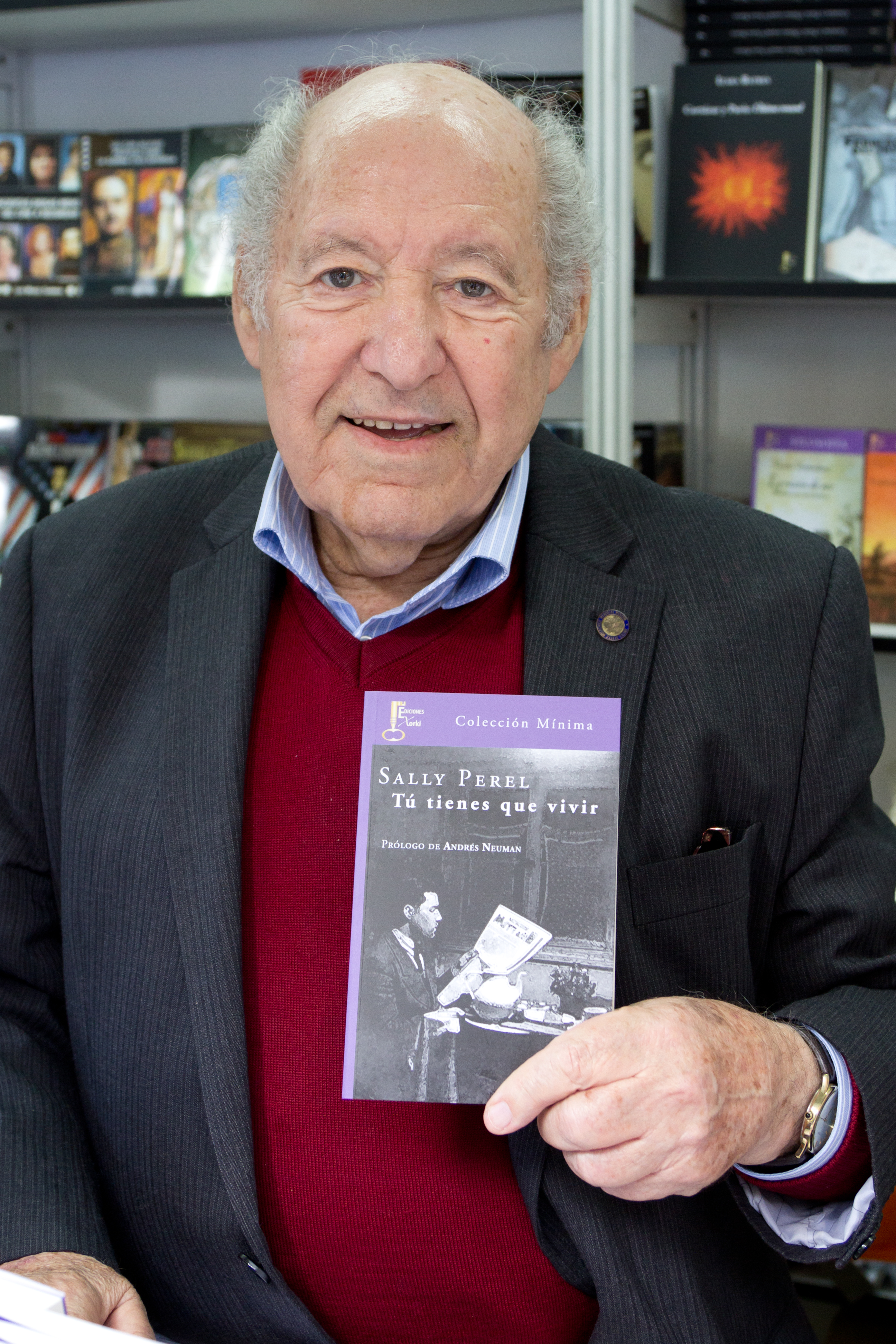
Sally Perel, Buchmesse Madrid 2014, Buchtitel: Tú tienes que vivir (Du musst leben)

Außer seinen Brüdern Isaak und David, die beide nach Israel auswanderten, überlebte kein Mitglied der Familie Perel den Holocaust, seine Schwestern und seine Eltern kamen um. Nach dieser Zeit emigrierte Perel 1948 nach Israel, weil er den jüdischen Staat mit aufbauen wollte. Er brauchte 40 Jahre, um das Erlebte zu verarbeiten, bevor er sich schließlich nach einer Herzoperation 1985 entschloss, ein Buch mit seiner Geschichte zu schreiben. Perel schrieb das Buch in deutscher Sprache. Er gab an, dass dadurch der (verborgene Hitlerjunge) Jupp „aus ihm heraus wollte“. Es erschien 1990 als Europa, Europa auf Französisch, 1991 auf Hebräisch (קוראים לי שלמה פרל Kor’im li Schlomo Perel, Ich heiße Schlomo Perel) und im Folgejahr unter dem Titel Ich war Hitlerjunge Salomon auf Deutsch. Das Buch wurde von Agnieszka Holland 1990 unter dem Titel Hitlerjunge Salomon (englischer Titel: Europa, Europa) verfilmt. Sally Perel lebte weiterhin in Israel.
Etwa ab den 1990er Jahren war er meist zweimal jährlich auf Lesetouren durch Deutschland unterwegs. Insbesondere wurde er zu Lesungen und Vorträgen in Schulen eingeladen, um seine Erlebnisse in der Zeit des Nationalsozialismus der jungen Generation näher zu bringen. 2018 warnte er angesichts einer erstarkenden AfD vor einem Rechtsruck in Deutschland.
Perel war ab 1959 verheiratet. Aus der Ehe gingen zwei Söhne hervor.
Am 2. Februar 2023 starb Sally Perel im Alter von 97 Jahren in Israel.

## Ehrungen

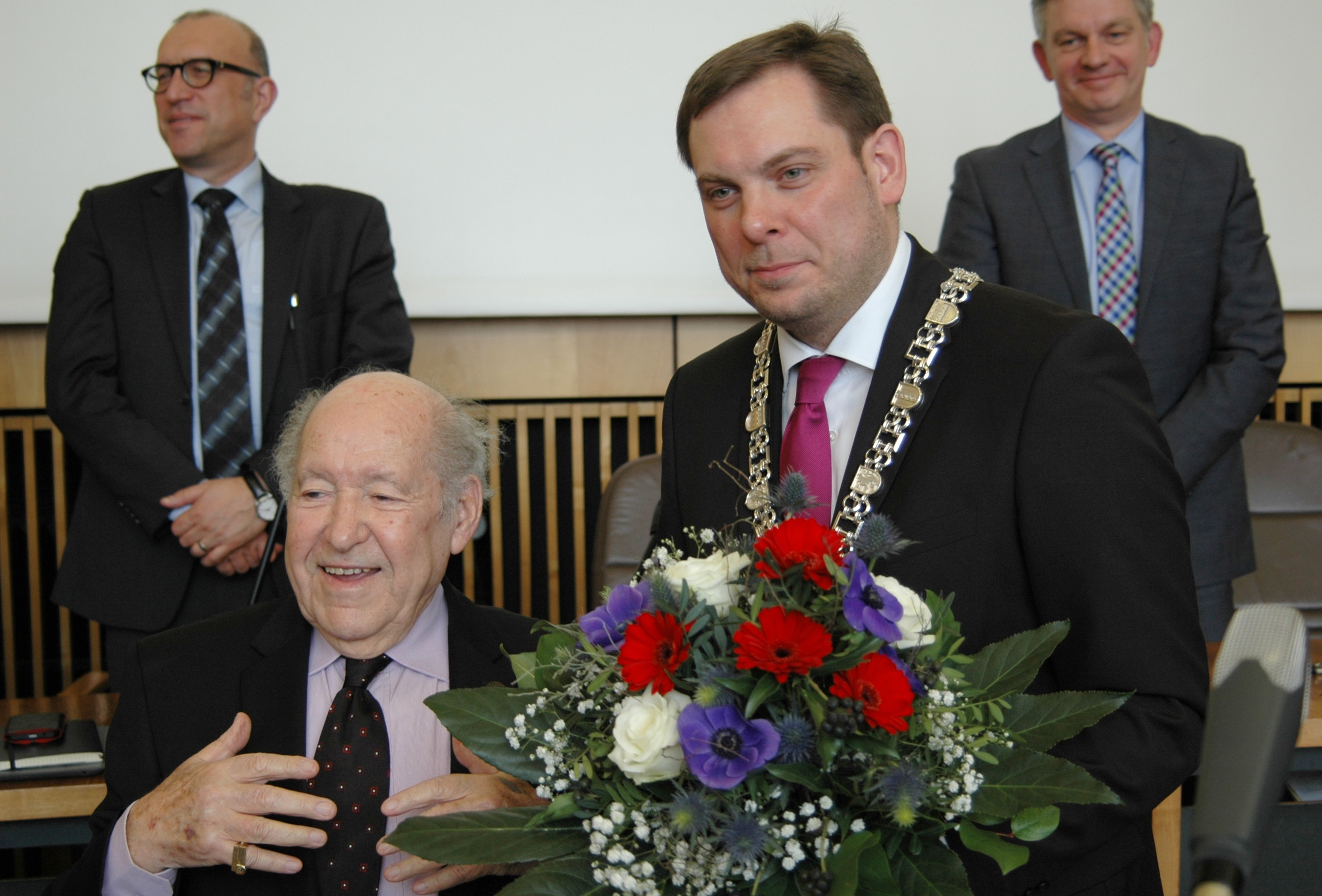
Sally Perel mit dem Ehrenring der Stadt Oberhausen (2016)

1999 wurde Sally Perel mit dem Bundesverdienstkreuz ausgezeichnet.
Der Rat seiner Geburtsstadt Peine verlieh ihm am 15. Juni 2000 den Ehrenring.
Am 15. Februar 2016 verlieh die Stadt Oberhausen Sally Perel den Ehrenring. Diese Entscheidung wurde interfraktionell mit einstimmigem Beschluss im Ältestenrat getroffen.
Seit dem Schuljahr 2018/2019 trägt die Integrierte Gesamtschule in Braunschweig-Volkmarode den Namen Sally-Perel-Gesamtschule. Die Umbenennung wurde am 14. September 2018 in seinem Beisein vollzogen.
Seit dem Schuljahr 2019/2020 trägt die Realschule in Meinersen den Namen Sally-Perel-Realschule Meinersen.
Am 26. August 2020 wurde Sally Perel die Ehrenbürgerwürde der Stadt Braunschweig verliehen.
Am 22. April 2022 wurde die Grundschule Wallschule in Peine zu seinen Ehren umbenannt in VGS Wallschule Sally Perel Peine. An der historischen Eingangstür der Schule ließ er die Botschaft anbringen: „Ihr seid nicht verantwortlich. Aber ihr seid verantwortlich dafür, dass es nie wieder passiert.“

## Werke
- Sally Perel: Ich war Hitlerjunge Salomon. Nicolai, Berlin 1992, ISBN 3-87584-424-6.
- Moshe Shen, Julie Nicholson, Sara Frenkel, Sally Perel: Überleben in Angst: Vier Juden berichten über ihre Zeit im Volkswagen-Werk in den Jahren 1943 bis 1945. Volkswagen AG/Historische Kommunikation, Wolfsburg 2005, weitere 4 Auflagen bis 2014, ISBN 3-935112-21-1, S. 72 ff. Online

## Schauspiel
- Du sollst leben. Schauspiel in drei Akten von Carl Slotboom, Plausus Theaterverlag Bonn

## Videoinstallation
- „4 × Sally“ von Friedemann Derschmidt (Filmemacher, Wien) und Shimon Lev (Künstler, Israel) gezeigt am 5. Dezember 2016 im Jüdischen Museum Wien[13]